# Libro del saber de astrología
El Libro del saber de astrología es un tratado astronómico del siglo XIII, compuesto a instancias del rey Alfonso X de Castilla.

## Contenido
El rey Alfonso X ordenó realizar entre 1276 y 1279 tres compilaciones científicas. De ellas el Libro del saber de astrología es la única que nos ha llegado y de cuyo texto original se dispone íntegro.
La obra se compone de dos partes principales: una primera, titulada de la ochava espera («de la octava esfera», que era en la que se creía por aquel entonces que se encontraban fijadas las estrellas) que describe las constelaciones del firmamento e incluye un catálogo de 1.020 estrellas con sus coordenadas celestes; y una segunda parte dedicada a la construcción y el uso de los estrumentes («instrumentos») astronómicos.
La lista detallada de los libros que componen la obra son los siguientes:
1. Libro de la octava esfera (cuatro obras).
2. Libro del alcora.
3. Libro del astrolabio redondo.
4. Libro del astrolabio plano.
5. Libro de la lámina universal.
6. Libro de la açafeha.
7. Libro de las armellas.
8. Libro de las láminas de los siete planetas.
9. Libro del cuadrante.
10. Libros de los relojes (cinco obras).

## Autoría
El monarca castellano encargó la tarea de componer el Libro del saber de astrología un equipo de hombres de diversos orígenes, religiones y profesiones, incluyendo médicos judíos, alfaquíes musulmanes y eclesiásticos castellanos e italianos. Muchos aparecen citados por sus nombres en cada uno de los libros en que colaboraron. La mayor parte de la obra proviene de la traducción a la lengua castellana de obras anteriores en árabe o en caldeo, con el añadido ocasional de capítulos nuevos para hacer el texto más comprensible.
El papel jugado personalmente por el rey no se conoce con certeza pero el propio Libro afirma que corrigió las traducciones para pulir su lenguaje.